# Беэ (город)
Беэ (итал. Bee) — город и муниципалитет в Италии.
Город Беэ находится на крайнем севере Италии, у самой итало-швейцарской границы. Административно входит в провинцию Вербано-Кузьо-Оссола области Пьемонт. Муниципалитет состоит из двух частей: Альбаньяно и Пьян Нава. Соседние муниципалитеты — Ариццано, Гиффа, Премено и Виньоне. Площадь города равна 3 км². Число жителей — 726 человек. Плотность населения составляет 208 чел./км².
В городке и коммуне 14 сентября особо вспоминают Крест Господень.